# Oreste Chilleri

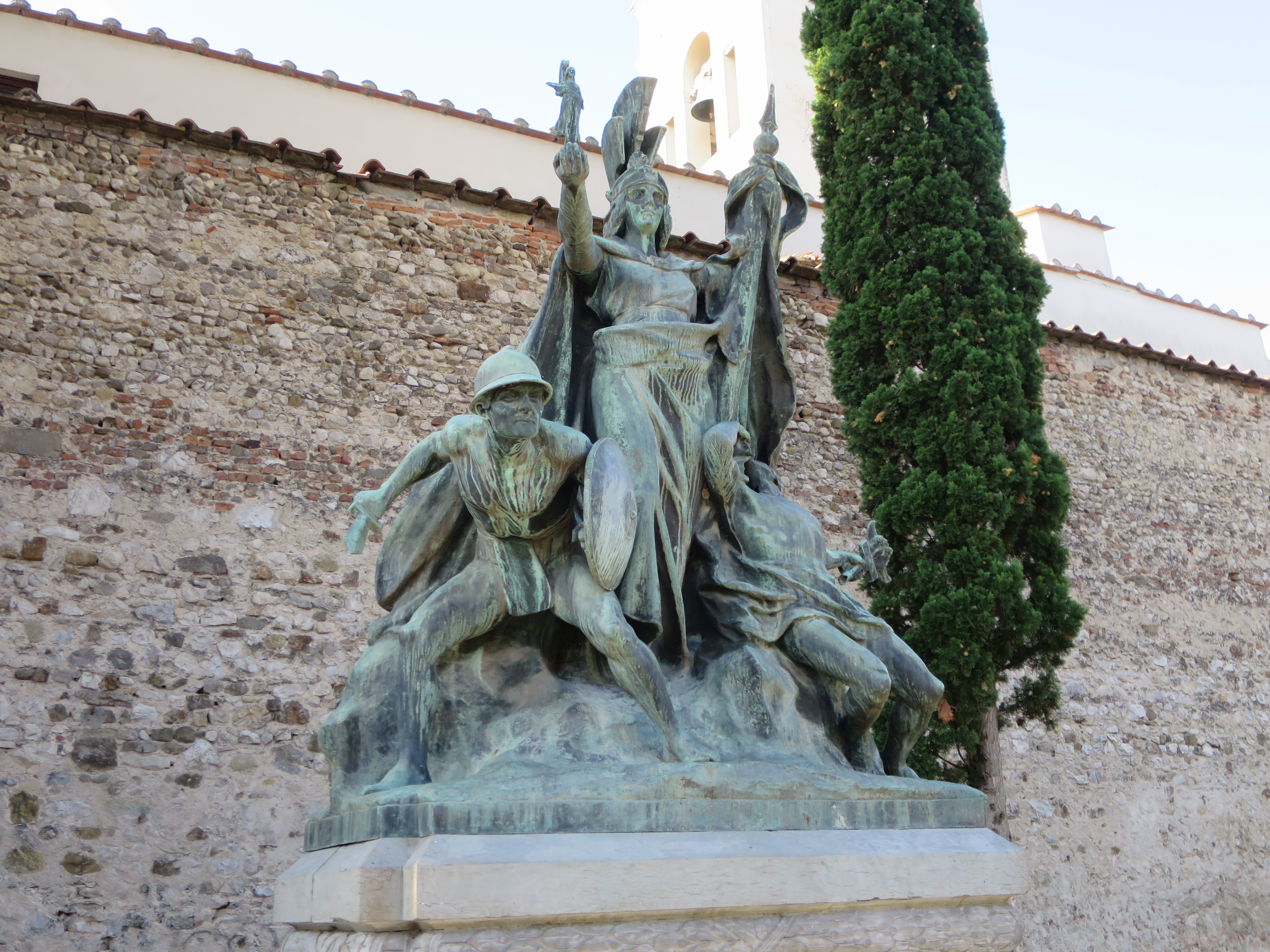
Il monumento ai caduti di Campi Bisenzio (1925)

Oreste Chilleri (Prato, 1872 – Firenze, 1926) è stato uno scultore italiano.

## Biografia
Nato da famiglia di lapicidi, fu allievo di Augusto Rivalta all'Accademia di belle arti di Firenze.
Iniziò presto a scolpire busti e lapidi funerarie per la committenza pratese (molti al Cimitero della Misericordia) e alla sua città rimase sempre particolarmente legato. Si specializzò nella statuaria funeraria e nella monumentistica pubblica, dimostrando notevole forza espressiva. Un episodio raccontato dallo scrittore Curzio Malaparte narra che prese a bastonate il giornalista Alighiero Ceri.

## Opere principali
- Discobolus (1895), vincitore del Concorso Baruzzi a Bologna
- Monumento al maggiore Rodolfo Valli (1899) per Ponsacco
- Busto di Umberto I (1899), Convitto Cicognini di Prato
- Busto del sacerdote Lorenzo Ciulli (1900), Biblioteca Roncioniana di Prato
- Altare maggiore (1902), chiesa di San Francesco (Prato)
- Ritratto di Giuseppe Verdi (1903) per la Società corale Giuseppe Verdi di Prato
- Monumento a Gaetano Magnolfi (1903–1909), piazza della Pietà, Prato
- Lapide per Guglielmo Oberdan (1919), facciata della biblioteca Roncioniana di Prato
- Monumento ai Caduti di Figline Valdarno (1920)
- Monumento ai Caduti di Cerreto Guidi (1923)
- Monumento ai Caduti di Campi Bisenzio (1925)
- Monumento Cassarini, Certosa di Bologna